# Szczupak amerykański
Szczupak amerykański (Esox masquinongy) – gatunek dużej słodkowodnej ryby szczupakokształtnej z rodziny szczupakowatych (Esocidae). Dorasta przeciętnie do 95 cm, maksymalnie do 183 cm długości.

## Zasięg występowania
Ameryka Północna: Kanada i Stany Zjednoczone.

## Odżywianie
Potrafi pożreć nawet wodne ptaki, ssaki i gady.